# Stegophorus arctowskii
Stegophorus arctowskii is een rondwormensoort uit de familie van de Acuariidae. De wetenschappelijke naam van de soort is voor het eerst geldig gepubliceerd in 1980 door Zdzitowiecki & Drózdz.